# Verschwinden der Star Ariel
Am 17. Januar 1949 verschwand die Star Ariel, eine mit 20 Personen besetzte Passagiermaschine der British South American Airways (BSAA) vom Typ Avro 688 Tudor Mark IV B, auf einem Flug vom Kindley Field in Bermuda nach Kingston, Jamaika. Aufgrund der Flugroute durch das Bermudadreieck wird das Verschwinden von Verfechtern der einschlägigen Mysteriums-Hypothese als diesem zugehöriges Rätsel bezeichnet.

## Flugzeug
Die Star Ariel (Werknummer 1253) wurde im August 1946 als Tudor Mark I gebaut und ab November 1946 als erste Tudor Mark I zur Tudor Mark IVB umgebaut. Ihr Lufttüchtigkeitszeugnis erhielt sie am 12. November 1948. Die Tudor IVB entsprach weitgehend der Baureihe Mark IV, hatte aber statt 32 nur 28 Sitzplätze. Das Langstreckenflugzeug hatte vier Triebwerke des Typs Rolls-Royce Merlin. Das Cockpit war für eine fünfköpfige Besatzung ausgelegt, bestehend aus Kapitän, Erstem Offizier, Flugingenieur, Navigator und Funker.

## Flugverlauf
Am 17. Januar 1949 befand sich die Star Ariel auf dem Kindley Field, Bermuda. Bei einer anderen Avro Tudor der BSAA, der G-AHNK Star Lion, war es im Anflug auf Bermuda zu einem Triebwerkschaden gekommen. Obwohl die Maschine ohne besondere Vorkommnisse gelandet werden konnte, stand sie wegen einer bevorstehenden Triebwerksreparatur vorübergehend nicht zur Verfügung. Deshalb wurde die Star Ariel bereitgestellt, um die Passagiere der G-AHNK zu ihrem Reiseziel nach Kingston, Jamaika auszufliegen.
Die Star Ariel hob um 08:41 Uhr mit 7 Besatzungsmitgliedern und 13 Passagieren an Bord ab. Das Wetter war ausgezeichnet und der Flugkapitän John Clutha McPhee, ein ehemaliger Pilot der Königlichen Neuseeländischen Luftstreitkräfte, entschied auf Grund der Wetterverhältnisse, in großer Höhe zu fliegen. Etwa eine Stunde nach dem Start meldete sich der Kapitän per Funk bei der Luftaufsicht in Kingston, gab an, dass er bei guter Sicht in 18.000 Fuß Höhe fliege und gegen 14:10 Uhr in Kingston ankommen sollte. Er fragte die Luftaufsicht von Kingston, ob sie die Kontrolle übernehmen würde. Kurz darauf meldete sich McPhee nochmals und teilte mit, dass er die Funkfrequenz ändere. Danach ging der Funkkontakt zu der Maschine verloren.

## Suche
An der anschließenden Suche nach der Star Ariel war eine Tudor IV der BSAA, die G-AHNJ Star Panther, beteiligt. Sie war in Nassau auf den Bahamas gelandet, wurde betankt und hob um 15:25 Uhr ab, um die südliche Hälfte der Route der Star Ariel abzufliegen. Ein weiteres Flugzeug hob in Bermuda ab, flog 500 Meilen (800 Kilometer) in Richtung Kingston und unternahm anschließend eine Rastersuche in einem Umkreis von 16 Kilometern von der geflogenen Strecke. Eine Einsatzgruppe der United States Navy, angeführt vom Schlachtschiff Missouri und unter Begleitung der Flugzeugträger Kearsarge und Leyte begleitete die Suche, an der sich im weiteren Verlauf Dutzende anderer Schiffe und zahlreiche Flugzeuge beteiligten.
Bis zum 19. Januar war ein Gebiet von 140.000 Quadratkilometern südwestlich von Bermuda abgesucht worden. Der Major der United States Air Force, Keith Cloe, der die Suche leitete, erklärte, dass sie mindestens bis zum 22. Januar fortgesetzt werde. Sollten Meldungen von Trümmerfunden erfolgen, werde die Suche verlängert. Schließlich wurde die Suche am 23. Januar abgebrochen. Bis dahin hatten die Flugzeuge, die vom Kindley Field abgeflogen waren, insgesamt 1.600.000 Streckenkilometer geflogen, ohne eine Spur der verschollenen Maschine zu finden. Es wurden keine Spuren von Trümmern, Ölteppichen oder Wrackteile entdeckt.

## Unfalluntersuchung
Die Unfalluntersuchung kam zu dem Ergebnis, dass am Unfalltag kein schlechtes Wetter herrschte. Die Wetterberichte verwiesen auf keine abnormen Wetterverhältnisse, die Wahrscheinlichkeit des Auftretens einer Clear Air Turbulence lag nahezu bei null. Oberhalb von 10.000 Fuß (ca. 3000 Meter) befanden sich entlang der gesamten Flugstrecke der Maschine keinerlei Wolken.
Trotz des guten Wetters gab es am fraglichen Tag Kommunikationsprobleme, die von einem schlechten Funkempfang bis zu kompletten Ausfällen des Funkverkehrs für Zeiträume von bis zu 10 Minuten reichten. Diese Kommunikationsprobleme betrafen bestimmte Maschinen, die versuchten, mehrere Funkstationen aus verschiedenen Richtungen zu kontaktieren. Die Kommunikationsprobleme zogen sich nahezu über den gesamten Zeitraum hin, über den die Star Ariel planmäßig in der Luft sein sollte. Das Problem konnte erst gegen 13:07 Uhr behoben werden.
Im Zusammenhang mit dem Funkverkehr wurde festgestellt, dass Kapitän McPhee die Funkfrequenz in Richtung Kingston frühzeitig gewechselt hatte. Die Maschine befand sich zu jenem Zeitpunkt noch im Einzugsgebiet von Bermuda.
Die Unfallermittler zogen in Erwägung, dass ein möglicher Notruf über diese Frequenz aufgrund der Entfernung der Maschine nach Kingston von der dortigen Flugsicherung nicht empfangen wurde.
Ergebnis
Am 21. Dezember 1949 veröffentlichte die Air Accidents Investigation Branch den Abschlussbericht zur Unfalluntersuchung. Darin wurde festgehalten, dass „aufgrund des Mangels an Beweisen durch das Nichtvorliegen von Wrackteilen die Ursache des Unfalls unbekannt“ sei.
In dem Bericht wurde erklärt, dass es vor dem Abflug in Bermuda keine Hinweise auf einen Defekt an dem Flugzeug gegeben hatte. Das Abfluggewicht und die Gewichtsverteilung an Bord der Maschine seien vorschriftsmäßig gewesen, das Flugzeug sei täglich inspiziert worden; der hochgradig erfahrene Kapitän der Maschine war mit der Flugstrecke vertraut und der Funkoffizier sowohl in seiner Tätigkeit als auch mit der Flugstrecke vertraut gewesen. Die Funkverbindung mit der Maschine sei bis zum Erhalt der letzten Meldung gut gewesen, es gab keine Wetterkomplikationen und die Analyse der Wetterberichte ließ keine Rückschlüsse darauf zu, dass Wetterbedingungen einen Absturz der Maschine verursacht haben könnten. Es gab auch keinen Hinweis auf Sabotage, obwohl der Leiter der Unfalluntersuchungsbehörde erklärte, dass sich eine solche Möglichkeit nicht völlig ausschließen ließe.
Es wurde zwar eingeräumt, dass der Funkempfang am frühen Nachmittag schlecht war und sich zwischen 16 und 17 Uhr verschlechtert hätte, doch die Ermittler fanden es merkwürdig, dass das Personal der BSAA in Kingston 2 Stunden und 28 Minuten nach dem letzten Funkkontakt mit der Maschine nicht versucht hatte, sie zu erreichen. Auch die Flugsicherung in Kingston hatte bis 17:10 Uhr keine Versuche unternommen, die Maschine zu erreichen oder in Erfahrung zu bringen, ob sie sich mit einer der anderen Kontrollstellen, etwa Nassau oder New York, in Verbindung gesetzt hatte.

## Meinungen zur Avro Tudor
Die Piloten der BSAA waren unterschiedlicher Meinung bezüglich des Handlings der Avro Tudor. Manche, wie der Kapitän Geoffrey Womersley, waren begeistert und bezeichneten sie als „das beste zivile Verkehrsflugzeug der Lüfte“. Andere bescheinigten ihr ein unsolides Design, wie der Chefpilot und Betriebsleiter Gordon Store, der aussagte, die Tudor sei „gebaut wie ein Schlachtschiff. Sie war laut, ich hatte kein Vertrauen in ihre Triebwerke und ihre Flugsysteme waren zum Verzweifeln. Die Amerikaner waren uns gegenüber 50 Jahre voraus, was das Entwickeln von Flugsystemen anging.“
Der Konstrukteur der Maschine, Roy Chadwick, war 1947 beim Absturz mit einem Prototyp der Tudor ums Leben gekommen, allerdings geschah dieser Absturz direkt beim Start und war offensichtlich aufgrund einer nicht korrekt montierten Steuerungseinheit erfolgt. Ein Jahr vor dem Verschwinden der Star Ariel war die baugleiche Star Tiger der BSAA ebenfalls in der Karibik verschwunden.

## Folgen
Als Folge des Verlustes nahm die BSAA ihre fünf verbliebenen Tudor IV für zusätzliche Überprüfungen außer Betrieb. Da zu dieser Zeit alternative Flugzeuge von vergleichbarer Kapazität kaum zu finden waren, fiel es dem Unternehmen schwer, seinen Betrieb aufrechtzuerhalten. Die BSAA überlegte schließlich, Maschinen vom Typ Avro Lancastrian anzumieten.
Der australische Luftfahrtpionier Don Bennett, der von der BSAA entlassen wurde, nachdem er dem Untersuchungsbericht zur Star Tiger widersprochen hatte, behauptete später, die beiden verloren gegangenen Flugzeuge seien von einem aus dem Zweiten Weltkrieg berüchtigten Saboteur zum Absturz gebracht worden, der kurz vor dem letzten Start der Star Tiger in der Nähe des Flugzeugs gesehen worden sei. Er behauptete außerdem, der Premierminister Clement Attlee hätte verfügt, alle Untersuchungen im Zusammenhang mit den beiden Zwischenfällen abzubrechen.
Die Flugzeuge vom Typ Tudor IV wurden zu Frachtmaschinen umgebaut, wobei Bennett zwei Maschinen auf Passagierflügen weiterbetrieb. Im Jahr 1950 kam es mit einer dieser Maschinen zum bis dahin schwersten Flugunfall einer Avro Tudor, mit 80 Toten (Flugunfall von Llandow).
Gemäß einer Theorie aus dem Jahr 2009 könnte das anfällige System der Kabinenheizung zu einem Absturz geführt haben.

## Kontext
Von Verfechtern einer Mysteriums-Hypothese für den Bereich des so genannten Bermudadreiecks wird der Unfall als diesem zugehöriges Rätsel bezeichnet, da er sich dort ereignete.
Mit den Maschinen Star Ariel, Star Tiger und Star Dust gingen in den Jahren 1947, 1948 und 1949 drei Maschinen der im Jahr 1949 von der BOAC übernommenen Fluggesellschaft British South American Airways verloren. Von den drei Maschinen wurde nur die letztgenannte nach über 50 Jahren in den Anden wiederentdeckt. Auf den drei Flügen kamen insgesamt 62 Personen ums Leben.